# زبابة فيراكروزية
زبابة فيراكروزية (الاسم العلمي: Sorex veraecrucis) (بالإنجليزية: Veracruz Shrew)‏ هي نوع من الحيوانات تتبع جنس الزبابة من فصيلة الزبابات.